# Tambaqui
O tambaqui (nome científico: Colossoma macropomum) é um grande peixe de água doce da família Serrasalmidae e único membro do gênero Colossoma. As espécies do gênero Piaractus, como a Pirapitinga, apresentam maior parentesco com o tambaqui.

## Etimologia
A palavra tambaqui tem origem no tupi "tambaky".
O naturalista português Alexandre Rodrigues Ferreira capturou alguns tambaquis enviados de Barcelos (então capital da Capitania de São José do Rio Negro) para Lisboa para estudos. No entanto, Ferreira acabou não concluindo sua pesquisa. Quando Portugal foi invadido por Napoleão, em 1811, a França se apossou de exemplares de tambaquis que estavam no Museu de Lisboa. O zoólogo Auguste Saint-Hilaire levou os espécimes para o Jardin des Plantes, em Paris. Alguns dos exemplares foram parar nas mãos do naturalista francês Georges Cuvier, que trabalhava no Museum d'Histoire Naturalle, da capital francesa. Cuvier estudou e classificou cientificamente o peixe, lhe dando seu nome científico Colossoma macropomum em 1816.

## Habitat
Os tambaquis tendem a ser solitários, formando cardumes geralmente quando estão migrando. Fora do período reprodutivo, os adultos ficam em áreas de várzea  ou igapós, permanecendo por quatro a sete meses, até que o nível de água se reduza bastante ao ponto deles se moverem para os rios ou lagos. Ao início da estação de cheia, formam-se grandes cardumes que migam em direção aos rios de águas claras, onde entre Novembro e Fevereiro fazem sua reprodução. Fazem seus depósitos de ovos e sêmen ao longo das margens arborizadas ou diques gramados. Assim que as áreas de várzea e os igapós voltam a estar alagados, os cardumes vão se desfazendo uma vez que os indivíduos adultos retornam. As larvas continuam em rios de água clara, enquanto os jovens ficam próximos à macrófita aquática em várzeas e florestas inundadas durante o ano inteiro, seguindo o padrão de migração apenas ao atingir maturidade sexual, quando atingem cerca de 60 centímetros.
Os tambaquis são dados a águas claras ou barrentas da bacia Amazônica, de curso lento, tendo hábito diurno, com maior atividade durante a manhã e início da tarde. É dificilmente encontrado em águas mais escuras. É uma espécie que realiza migrações reprodutivas, tróficas e de dispersão. Durante a época de cheia entra na mata inundada, onde se alimenta de frutos ou sementes. Durante a seca, os indivíduos jovens ficam nos lagos de várzea onde se alimentam de zooplâncton e os adultos migram para os rios de águas barrentas para desovar. Na época de desova não se alimentam, vivendo da gordura que acumularam durante a época cheia.
Quando está em ambiente aquático com baixa quantidade de oxigênio, o tambaqui consegue obter oxigênio do ar por meio de suas guelras e também da vascularização da sua bexiga natatória.

## Características

Tambaqui em um aquário no Zoológico Hellabrunn, de Munique, Alemanha

O tambaqui é o caracídeo mais pesado das Américas e também o segundo peixe escamado de água doce mais pesado da América do Sul, estando atrás apenas do pirarucu. Pode chegar a atingir até 1,1 metro de comprimento e pesar até 44 quilos, mas o tamanho mais comum gira em torno de 70 centímetros.  O maior exemplar capturado registrado pela Associação Internacional de Pesca Esportiva pesava 32,4 quilos. Após o período de enchentes, por volta de 10% do peso de um tambaqui é reserva de gordura visceral enquanto por volta de 5% é gordura encontrada na cabeça e nos músculos.
Tem o formato parecido com o das piranhas e os mais jovens por vezes são confundidos com esses peixes. O tambaqui é alto e comprido lateralmente, possui olhos grandes e seu dorso é levemente arqueado. Possui dentes semelhantes aos molares humanos, adaptados para mastigar sementes de plantas e castanhas. Em sua coloração, a metade inferior é tipicamente negra, enquanto o restante varia entre cinza, amarelado ou verde-oliva, dependendo do habitat em que estiver. As barbatanas pélvicas, anal e peitoral são pequenas e pretas. Pode ser confundido também com a pirapitinga (Piaractus brachypomus), mas esta última tem a cabeça mais redonda, é menos alongada e pontiaguda, com nadadeira adiposa menor e sem raios, com alguma diferença nos dentes e no opérculo.
Os tambaquis regularmente atingem os 40 anos de vida, podendo chegar até 65 anos.

### Alimentação

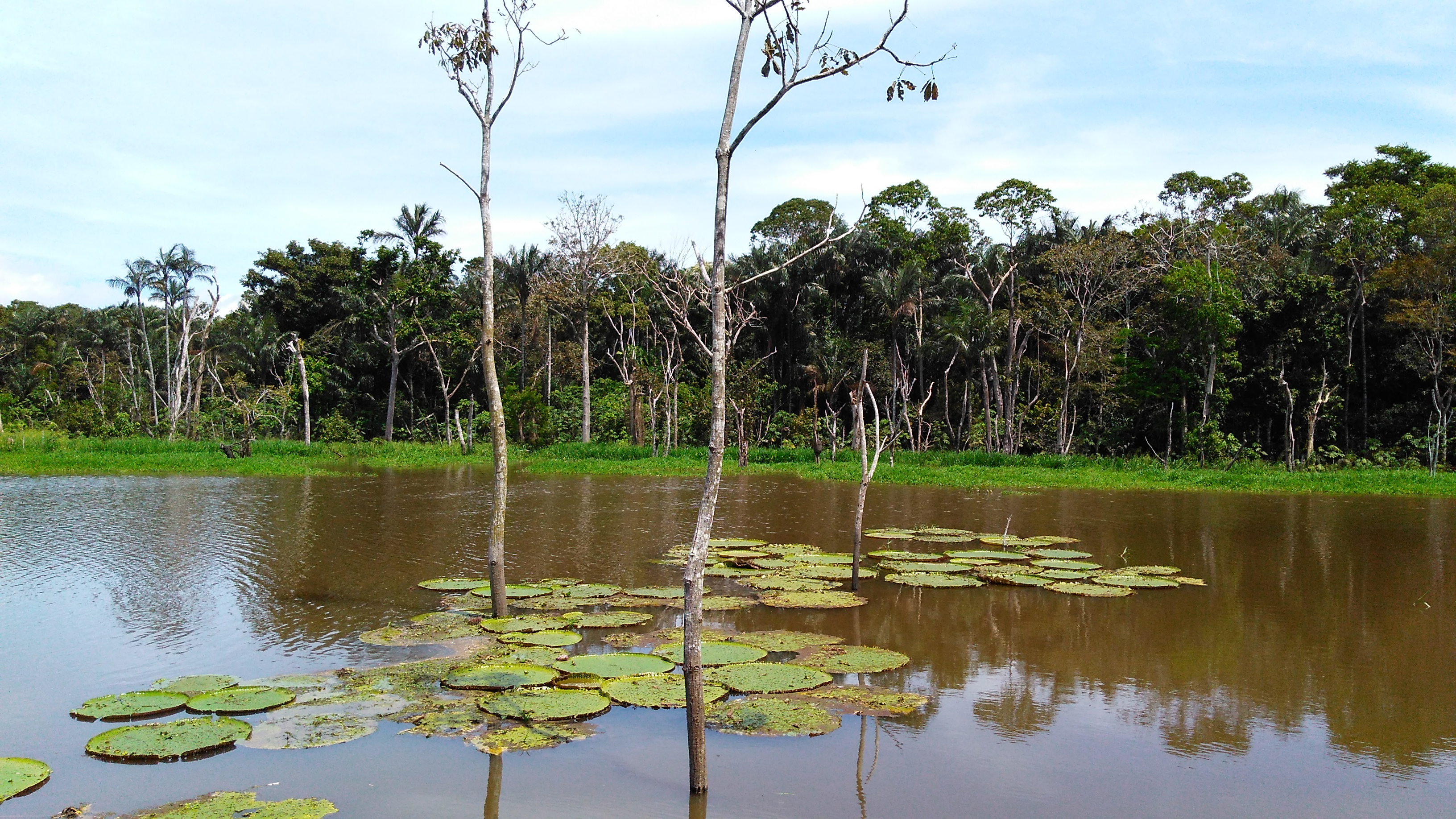
Mata de Igapó, um dos habitats dos tambaquis

Os tambaquis são peixes onívoros, mas se alimentam majoritariamente de pequenos frutos e sementes, consumindo alguma quantidade de plâncton, insetos, moluscos, pequenos peixes, folhas e brotos de plantas. Na fase juvenil, preferem consumir plâncton, zooplâncton e larvas de insetos. Na fase adulta se tornam mais vegetarianos, preferindo consumir frutos, sementes, folhas e raízes.
A quantidade e a qualidade dos alimentos encontrados pode fazer com que os peixes mudem de localização. Durante a época de cheia, entre 78 e 98% da dieta dos tambaquis era frutas. Um estudo de conteúdo estomacal de 138 tambaquis durante o período de cheia constatou que 44% do conteúdo era fruta e sementes, 30% era zooplâncton e 22% arroz selvagem. Em 125 tambaquis analisados durante o período de seca, cerca de 14% deles apresentava o estômago vazio, enquanto os que apresentavam conteúdo, 70% deste era zooplâncton. Além de conteúdo vegetal e zooplâncton, os tambaquis consomem insetos, moluscos, camarões, pequenos peixes, algas e plantas decompostas em nível menor.
O tambaqui é considerado um importante dispersor de sementes. O peixe come a semente em um local e a dispersa em outro, semelhante ao que fazem os pássaros. Este consumo envolve 35% das árvores e cipós durante a época de cheia e as sementes podem crescer assim que a época da seca chegar. Um tambaqui de 10 quilos bem alimentado por carregar até mais de 1 quilo de sementes em seu intestino. De maneira geral, mais sementes são disseminadas sem danos pela pirapitinga que pelo tambaqui, o que significa que aquele é um dispersor mais eficiente que este.

### Ciclo de vida e Reprodução
Estudos indicam que na natureza os tambaquis passam por cinco fases - ovócito, ovo embrionado, larva, juvenil, adulto - levando de 3 a 5 anos para completar esse ciclo, onde a fêmea pode chegar a 58cm e os machos a 70cm. São peixes que fazem a piracema, e no período reprodutivo os indivíduos partem rumo à nascente dos rios onde as fêmeas depositam seus ovócitos para que os machos os fertilizem. As larvas então seguem o curso dos rios, levadas pelas correntezas em direção às várzeas, onde completarão seu desenvolvimento. Os períodos de cheia e seca dos rios são importantes nesse ciclo de reprodução.
O tambaqui é protegido pelo "Período de defeso", estabelecido pelo Instituto Brasileiro do Meio Ambiente e dos Recursos Naturais Renováveis (Ibama). Do período de 1º de Outubro a 31 de Março fica plenamente proibida a pesca, comercialização, armazenamento e qualquer outro tipo de atividade ligada ao consumo desses peixes, como forma de garantir sua reprodução.

## Criação em cativeiro
Devido ao seu largo consumo, o tambaqui se tornou o peixe nativo mais criado em cativeiro no Brasil, sendo o 2º geral, estando atrás apenas da tilápia. De acordo com uma pesquisa da Fundação de Amparo à Pesquisa do Estado de São Paulo (Fapesp) existe um grande potencial econômico na criação de tambaquis, pois ele tem grande facilidade para se acostumar aos criadouros, podendo vir a render mais ainda com futuros melhoramentos genéticos. É um peixe que depende de alimentos basicamente de origem vegetal e é resistente em ambientes com baixo nível de oxigênio.
Em 2021, foi produzida 94 mil toneladas de tambaqui no Brasil, cabendo ao estado de Rondônia o posto de maior produtor nacional, produzindo 34 mil toneladas do peixe, correspondente a 36,7% da produção, vindo a seguir os estados do Maranhão e de Roraima, produzindo cerca de 11 mil toneladas cada um. Em 2022 o número aumentou consideravelmente, chegando a quase 241 mil toneladas, com Rondônia ainda a frente na produção, com cerca de 57,2 mil toneladas, com aproximação vertiginosa do Maranhão (39,1 mil toneladas), Mato Grosso (38 mil toneladas), Pará (24 mil toneladas) e Amazonas (21,3 mil toneladas).
O crescimento na produção, levou o Brasil, através do Ministério da Pesca e Aquicultura e da Empresa Brasileira de Pesquisa Agropecuária (Embrapa) a procurar o melhoramento genético da espécie para o comércio. Dois objetivos principais eram buscados pelos pesquisadores: a primeira é eliminar espinhas em formato de y que existem na região caudal do peixe, o que interfere em sua competitividade no mercado externo; a segunda é reduzir o tempo que se leva para que o tambaqui chegue ao tamanho ideal, buscando ao ideal de 6 meses, o que propiciaria duas safras anuais.

### Consumo

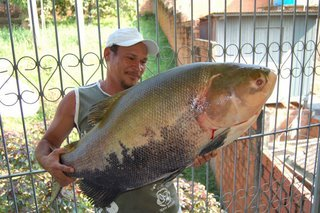
Pescador com um grande tambaqui, no estado do Acre

O tambaqui é largamente consumido na Amazônia, região onde é parte da culinária tradicional, sendo servido em diversas formas de preparo.
Em 2023, um prato feito com costela de tambaqui venceu um concurso mundial nos Estados Unidos. Uma empresa brasileira sediada em Recife apresentou o prato através de sua subsidiaria naquele país, fazendo parte do concurso chamado "Seafood Expo North America/Seafood Processing North America".

## Hibridização
A hibridização do tambaqui é algo que raramente ocorre na natureza, por conta do comportamento dele e das outras espécies. Porém, esse fenômeno passou a ser realizado por cientistas e até criadores. Chegou-se à criação de dois híbridos intergenéricos (de gêneros diferentes) com espécies de peixes fisicamente similares: o tambacu, gerado ovócitos de uma fêmea de Tambaqui e sêmen de um macho de Pacu (Piaractus mesopotamicus); o tambatinga, gerado com ovócitos de uma fêmea de Tambaqui e sêmen de um macho de Pirapitinga (Piaractus brachypomus). Essa hibridização teria sido criada para ajudar na criação de um animal mais próspero em cativeiro.